# Marathon de La Rochelle
Le Marathon de La Rochelle — Serge Vigot est un marathon empruntant chaque année depuis 1991 les rues de La Rochelle. Il est l'un des marathons français les plus importants en nombre de participants, avec 5 564 participants ayant terminé la course en 2016, 6 200 participants en 2018 ou encore 8 625 en 2010. Il a le label F.F.A depuis 1995, et  IAAF de Bronze pour les courses sur route.

## Histoire
Comme le définissait son président fondateur Serge Vigot (décédé en 2005),
"le marathon de La Rochelle se veut avant tout populaire, convivial et festif[non neutre]". C'est un parcours plat en centre ville, traversant les parcs, et dont le circuit roule en deux boucles, permettant aux spectateurs de voir les athlètes passer à plusieurs reprises. De fait le marathon de La Rochelle attire un grand nombre de spectateur (30 000 en 2021 - record) et des bandas sont présentes sur le parcours assurant une ambiance déterminante et très chaleureuse.
Après six tentatives infructueuses, c'est finalement en 1990 qu'un projet de marathon aboutit. Et le 24 novembre 1991, c'est la (re)naissance du marathon de La Rochelle, où dès 2000 tous les finishers reçoivent une médaille. Depuis sa création, le marathon de La Rochelle n'aura cessé d'attirer davantage de monde, des 947 participants de sa première édition, en 1991, au 10 000 coureurs de son 20e anniversaire en 2010. Il est le deuxième marathon de France en vitesse avec le record du kenyan John Komen (2h 07 min 16 s) et de Celestine Chepchirchir (2h 23 min 38 s) ainsi qu'en nombre de participants après le marathon de Paris avec une moyenne de 6 000 finishers sur les quatorze dernières éditions.
En 1995 le marathon de La Rochelle reçoit le label F.F.A, soit seulement 4 ans après sa création. Il obtient la labellisation internationale par la F.F.A en 2002.

### Un marathon important en évolution constante
Le marathon de La Rochelle est un marathon à l'avant-garde de la discipline puisque en 1997 il est le premier marathon français à mettre en place la puce électronique pour le chronométrage, permettant d'avoir des temps de passages et d'arrivée plus précis. Il se lance également dès 13e édition dans l'opération "Marathon Propre", qui vise à réduire un maximum les déchets entrainés par la course. On voit alors apparaître des poubelles roulantes sur le parcours. Aujourd'hui, en 2021, une partie de la flotte des véhicules de courses sont électriques, on trouve en grande majorité des gobelets biodégradable aux ravitaillements, et des filets tous les kilomètres afin de récupérer les ordures. Le marathon de La Rochelle s'engage aussi dans la lutte antidopage en signant en 1999 la Charte Antidopage.
Le premier "Bal des bénévoles du marathon de La Rochelle", aujourd'hui la fameuse Pasta Party qui réunit 1000 coureurs la veille de la course pour diner a lieu en 1996. Le premier marathon handisport fauteuil, et le premier double départ devenus traditionnels ont lieu en 2001. Et en 2005 le premier marathon pour mal et non-voyant est inauguré. La "Chauffe Gambettes" qui a lieu à chaque veille de course offre l'occasion aux coureurs même non-inscrits de découvrir, en partie, le parcours. Elle est aussi créée en 2005 en hommage à Serge Vigot principal instigateur de l'épreuve. Le marathon prend la même année l'appellation Marathon de La Rochelle - Serge Vigot.

### Le20eanniversaire: année de tous les records
La vingtième édition en 2010, qui a eu lieu le 28 novembre 2010, est une année record pour le marathon de La Rochelle qui réunit plus de 10 000 coureurs sur les 42km 195. Mais record aussi au niveau du chrono puisque l'éthiopien Halié Haja bat le record de l'épreuve en 2 h 9 min 44 s devenant ainsi le premier coureur a passer sous les 2 h 10 min au Marathon de La Rochelle. On note aussi que sa compatriote Goitetom Haftu bat  le record féminin de la course en 2 h 28 min 24 s. Elle devient la première femme à descendre sous les 2 h 30 min sur cette course. Toutefois le record de 2010 est explosé dès l'année suivante lors de la 21e édition par John Komen qui boucle la distance en 2 h 07 min 13 s.

### La diversification dans le début des années 2010
En 2011 une nouveauté apparaît, le 10 km  est instauré et séduit 1 500 participants. En 2012, le marathon en DUO est créé. Et en 2014 le Challenge Entreprises a lieu pour la première fois. Il réunit déjà 80 équipe de 4 coureurs pour sa première édition.

### Le30eanniversaire une nouvelle année de record: coureurs et public au rendez-vous
Les 30 ans du Marathon de La Rochelle ont dû être décalé d'un an en raison de la pandémie de COVID-19 et ont eu lieu le 28 novembre 2021. Ce report n'a pas empêché cette fête d'être encore une fois, magnifique. Lors de cette édition 14 000 coureurs (toutes courses confondues) ont parcourus les rues de La Rochelle dans une ambiance très chaude. En effet, 30 000 spectateurs étaient présent sur le bord des routes. Ce marathon fut marqué par un plateau élite de grande classe. Chez les hommes tout d'abord grâce à des coureurs comme Tsegey Mekonnen (record personnel: 2 h 04 min 32 s), ou Joohan Oh (record personnel: 2 h 05 min 18 s). Mais l'on retiendra que l'ukrainien Bohda-Ivan Horodyskyy prend la troisième place en 2 h 10 min 14 s, que le kenyan Davd Kiprono, 4e du Marathon de Rome, qui finit deuxième en 2 h 09 min 30 s, et que son compatriote, Edwin Soi, remporte cette édition lui qui fut médaillé de bronze sur 5000m aux Jeux olympiques de Pékin. Cependant, se sont les femmes qui furent les plus performantes puisque les trois premières concurrentes ont battu le précédent record vieux de 11 ans. Ainsi, Judith Jerubet prend la troisième position en 2 h 26 min 42 s, Aberash Fayesa finit deuxième en 2 h 25 min 32 s, et Celestine Chepchirchir, la kenyane, pulvérise le record de près de 5 minutes en finissant en 2 h 23 min 38 s. L'évènement est aussi marqué par le retour de John Komen à l'occasion des 10 ans de son record établi en 2011.
Le marathon de La Rochelle obtient en 1998 et 2003 le Bipède d'Or de meilleure organisation. Et en 2003 il remporte également le Bipède d'Or de meilleure marathon.

## Gain de victoire et classement
| Classement | Hommes Scratch | Femmes Scratch |
| ---------- | -------------- | -------------- |
| 1er        | 4 000 €        | 4 000 €        |
| 2e         | 3 000 €        | 3 000 €        |
| 3e         | 2 000 €        | 2 000 €        |
| 4e         | 1 500 €        | 1 500 €        |
| 5e         | 1 000 €        | 1 000 €        |
| 6e         | 500 €          | 500 €          |
| 7 - 10e    | 400 €          | 400 €          |
| 11 - 15e   | 300 €          | --             |
| 16 - 20e   | 250 €          | --             |

## Parcours
Il y a deux départs simultanés : pour les seniors et V1 hommes le départ se fait au quai Maubec. Pour les V2 V3 V4 hommes et les féminines, départ quai Louis Prunier devant l'aquarium. Après 3 km, les deux départs se rejoignent au niveau de Port Neuf et la largeur des rues permet de limiter l'encombrement.
Puis remontée sur le quartier de Mireuil, retour en centre ville par un passage place de Verdun (très apprécié du public). Après un passage près de la porte Dauphine, retour vers le vieux port, là où à l'angle du quai Maubec et du quai Valin les spectateurs peuvent voir passer 5 fois les coureurs.
Ensuite, c'est la "petite boucle" vers le port des minimes, passage rond-point de l'Europe et retour en passant Avenue Michel Crépeau vers la ville en bois et le vieux port. Passage dans la zone des chantiers nautiques et devant l'aquarium pour revenir au semi marathon quai Valin.
Ensuite une deuxième boucle identique et c'est l'arrivée tant attendue au pied des deux tours, sur l'esplanade St Jean d'Acre le long des remparts de La Rochelle.

## Palmarès
| no  | Date             | 1er Homme                                          | Pays                                               | Temps                                              | 1reFemme                                           | Pays                                               | Temps                                              | Partants                                                                            | Arrivants                                          |
| --- | ---------------- | -------------------------------------------------- | -------------------------------------------------- | -------------------------------------------------- | -------------------------------------------------- | -------------------------------------------------- | -------------------------------------------------- | ----------------------------------------------------------------------------------- | -------------------------------------------------- |
| 31e | 27 novembre 2022 | Berhanu Heye                                       | Éthiopie                                           | 2h 09 min 53 s                                     | Marion Kibor                                       | Kenya                                              | 2h 25 min 15 s                                     | 12 000                                                                              | 5 288 (marathon)                                   |
| 30e | 28 novembre 2021 | Edwin Soi                                          | Kenya                                              | 2h 09 min 16 s                                     | Celestine Chepchirchir                             | Kenya                                              | 2h 23 min 38 s                                     | 8 500 (marathon) 3 000 (10km) 2 000 (Duo) 500 (Challenge Entreprise) 14 000 (TOTAL) | 6 608 (marathon)                                   |
|     | 2020             | Épreuve annulée pour cause de pandémie de Covid-19 | Épreuve annulée pour cause de pandémie de Covid-19 | Épreuve annulée pour cause de pandémie de Covid-19 | Épreuve annulée pour cause de pandémie de Covid-19 | Épreuve annulée pour cause de pandémie de Covid-19 | Épreuve annulée pour cause de pandémie de Covid-19 | Épreuve annulée pour cause de pandémie de Covid-19                                  | Épreuve annulée pour cause de pandémie de Covid-19 |
| 29e | 24 novembre 2019 | Emmanuel Oliaulo                                   | Kenya                                              | 2h 08 min 22 s                                     | Marion Kibor                                       | Kenya                                              | 2h 29 min 51 s                                     |                                                                                     | 5 115                                              |
| 28e | 25 novembre 2018 | Alex Saekwo                                        | Kenya                                              | 2h 13 min 23 s                                     | Beth Muthoni                                       | Kenya                                              | 2h 40 min 08 s                                     |                                                                                     | 6 097                                              |
| 27e | 26 novembre 2017 | Tesfa Orkneh                                       | Éthiopie                                           | 2h 11 min 07 s                                     | Susan Jeptooo                                      | Kenya                                              | 2h 30 min 57 s                                     |                                                                                     | 6 090                                              |
| 26e | 27 novembre 2016 | Emmanuel Oliaulo                                   | Kenya                                              | 2h 10 min 45 s                                     | Jane Moraa                                         | Kenya                                              | 2h 30 min 51 s                                     |                                                                                     | 5 564                                              |
| 25e | 29 novembre 2015 | Nobert Kigen                                       | Kenya                                              | 2h 09 min 25 s                                     | Bekelech Bedada                                    | Éthiopie                                           | 2h 32 min 11 s                                     |                                                                                     | 6 027                                              |
| 24e | 30 novembre 2014 | Afewerk Mesfin                                     | Éthiopie                                           | 2h 12 min 16 s                                     | Peninah Arusei                                     | Kenya                                              | 2h 33 min 10 s                                     |                                                                                     | 4 861                                              |
| 23e | 24 novembre 2013 | Isaac Kosgei                                       | Kenya                                              | 2h 12 min 28 s                                     | Zerfe Boku                                         | Kenya                                              | 2h 38 min 00 s                                     |                                                                                     | 4 919                                              |
| 22e | 25 novembre 2012 | Chentan Bushendich                                 | Kenya                                              | 2h 09 min 12 s                                     | Zerfe Boku                                         | Éthiopie                                           | 2h 32 min 59                                       |                                                                                     | 5 124                                              |
| 21e | 27 novembre 2011 | John Komen                                         | Kenya                                              | 2h 07 min 13 s                                     | Ture Chatu                                         | Éthiopie                                           | 2h 36 min 04                                       |                                                                                     | 4 524                                              |
| 20e | 28 novembre 2010 | Hailé Haja                                         | Éthiopie                                           | 2h 09 min 44 s                                     | Goitetom Haftu                                     | Éthiopie                                           | 2h 28 min 24 s                                     | 10 000                                                                              | 8 625                                              |
| 19e | 28 novembre 2009 | Oleksandr Sitkovskyy                               | Ukraine                                            | 2h 10 min 27 s                                     | Selomie Getnet                                     | Éthiopie                                           | 2h 33 min 28 s                                     | 6 500                                                                               | 6 094                                              |
| 18e | 30 novembre 2008 | Ketema Amensisa                                    | Éthiopie                                           | 2h 14 min 21 s                                     | Elizabeth Chemweno                                 | Kenya                                              | 2h 34 min 52 s                                     |                                                                                     | 7 229                                              |
| 17e | 25 novembre 2007 | Johnstone Chebii                                   | Kenya                                              | 2h 14 min 17 s                                     | Flora Kandie                                       | Kenya                                              | 2 h 37 min 13 s                                    |                                                                                     | 7 100                                              |
| 16e | 26 novembre 2006 | Peter Biwott                                       | Kenya                                              | 2h 14 min 01 s                                     | Elizabeth Chemweno                                 | Kenya                                              | 2h 37 min 58 s                                     |                                                                                     |                                                    |
| 15e | 27 novembre 2005 | Eliud Kurgat                                       | Kenya                                              | 2h 12 min 17 s                                     | Elizabeth Chemweno                                 | Kenya                                              | 2h 34 min 50 s                                     |                                                                                     |                                                    |
| 14e | 28 novembre 2004 | Stephen Rerimoi                                    | Kenya                                              | 2h 16 min 08 s                                     | Halina Karnasevich                                 | Biélorussie                                        | 2h 39 min 24 s                                     |                                                                                     |                                                    |
| 13e | 30 novembre 2003 | Elijah Yator                                       | Kenya                                              | 2h 11 min 34 s                                     | Helena Javornik                                    | Slovénie                                           | 2h 31 min 54 s                                     |                                                                                     |                                                    |
| 12e | 24 novembre 2002 | John Ngeny                                         | Kenya                                              | 2h 17 min 11 s                                     | Valentina Enachi                                   | Moldavie                                           | 2h 38 min 55 s                                     |                                                                                     |                                                    |
| 11e | 25 novembre 2001 | John Ngeny                                         | Kenya                                              | 2h 16 min 19 s                                     | Valentina Enachi                                   | Moldavie                                           | 2h 35 min 42 s                                     |                                                                                     |                                                    |
| 10e | 26 novembre 2000 | John Ngeny                                         | Kenya                                              | 2h 18 min 35 s                                     | Valentina Lunyegova                                | Russie                                             | 2h 40 min 03 s                                     |                                                                                     |                                                    |
| 9e  | 28 novembre 1999 | Aleksandr Krestyaninov                             | Ukraine                                            | 2h 15 min 45 s                                     | Evelyne Murat                                      | France                                             | 2h 41 min 54 s                                     |                                                                                     |                                                    |
| 8e  | 29 novembre 1998 | Viktor Rogovoy                                     | Ukraine                                            | 2h 15 min 43 s                                     | Marina Ivanova                                     | Russie                                             | 2h 38 min 34 s                                     |                                                                                     |                                                    |
| 7e  | 30 novembre 1997 | Igor Osmak                                         | Ukraine                                            | 2h 17 min 10 s                                     | Marina Ivanova                                     | Russie                                             | 2h 42 min 22 s                                     |                                                                                     |                                                    |
| 6e  | 1996             | Viktor Rogovoy                                     | Ukraine                                            | 2h 16 min 14 s                                     | Irina Permitina                                    | Russie                                             | 2h 38 min 39 s                                     |                                                                                     |                                                    |
| 5e  | 26 novembre 1995 | Andrey Tarasov                                     | Russie                                             | 2h 17 min 11 s                                     | Annie Coathalem                                    | France                                             | 2h 40 min 44 s                                     |                                                                                     |                                                    |
| 4e  | 27 novembre 1994 | Gilles Diehl                                       | France                                             | 2h 19 min 27 s                                     | Natalia Charanova                                  | Russie                                             | 2h 44 min 52 s                                     |                                                                                     |                                                    |
| 3e  | 28 novembre 1993 | Nourredine Sobhi                                   | France                                             | 2h 19 min 19s                                      | Anuța Cătună                                       | Roumanie                                           | 2h 37 min 02 s                                     |                                                                                     |                                                    |
| 2e  | 24 novembre 1992 | El Hadi Moumou                                     | France                                             | 2h 20 min 31 s                                     | Galina Ikonnikova                                  | Russie                                             | 2h 42 min 54 s                                     |                                                                                     |                                                    |
| 1er | 24 novembre 1991 | Hervé Bouffaux                                     | France                                             | 2 h 23 min 18 s                                    | Claudine Golfieri                                  | France                                             | 2h 53 min 32 s                                     |                                                                                     |                                                    |

Le palmarès complet de toutes les éditions est également disponible dans la page "Histoire" du site officiel de la course.

## Vainqueurs par pays
| Pays        | Marathon (hommes) | Marathon (femmes) | Total |
| ----------- | ----------------- | ----------------- | ----- |
| Kenya       | 17                | 12                | 29    |
| Éthiopie    | 5                 | 5                 | 10    |
| France      | 4                 | 3                 | 7     |
| Russie      | 1                 | 6                 | 7     |
| Ukraine     | 5                 | 0                 | 5     |
| Moldavie    | 0                 | 2                 | 2     |
| Biélorussie | 0                 | 1                 | 1     |
| Roumanie    | 0                 | 1                 | 1     |
| Slovénie    | 0                 | 1                 | 1     |